# Davidești (okręg Ardżesz)
Davidești – wieś w Rumunii, w okręgu Ardżesz, w gminie Davidești. W 2011 roku liczyła 647 mieszkańców.